# Vivarium
Vivarium är en amerikansk science fiction-thrillerfilm från 2019. Filmen är regisserad av Lorcan Finnegan, som även skrivit manus. Filmen hade sin världspremiär på Cannes Film Festival den 18 maj 2019. 
Filmen är planerad att ha premiär i Sverige den 27 mars 2020, utgiven av NonStop Entertainment.

## Handling
Det unga paret Gemma och Tom är på jakt efter ett gemensamt boende. En rätt besynnerlig mäklare tar dem med till ett nybyggt område där alla hus ser exakt likadana ut. Paret lämnas i sticket av mäklaren, och när de ska lämna i området i sin bil hittar de inte ut, utan de tvingas återvända till huset.

## Rollista (i urval)
- Jesse Eisenberg – Tom
- Imogen Poots – Gemma
- Jonathan Aris – Martin
- Danielle Ryan – Mamman
- Senan Jennings – pojken
- Eanna Hardwicke – pojken